# 日本三大佛

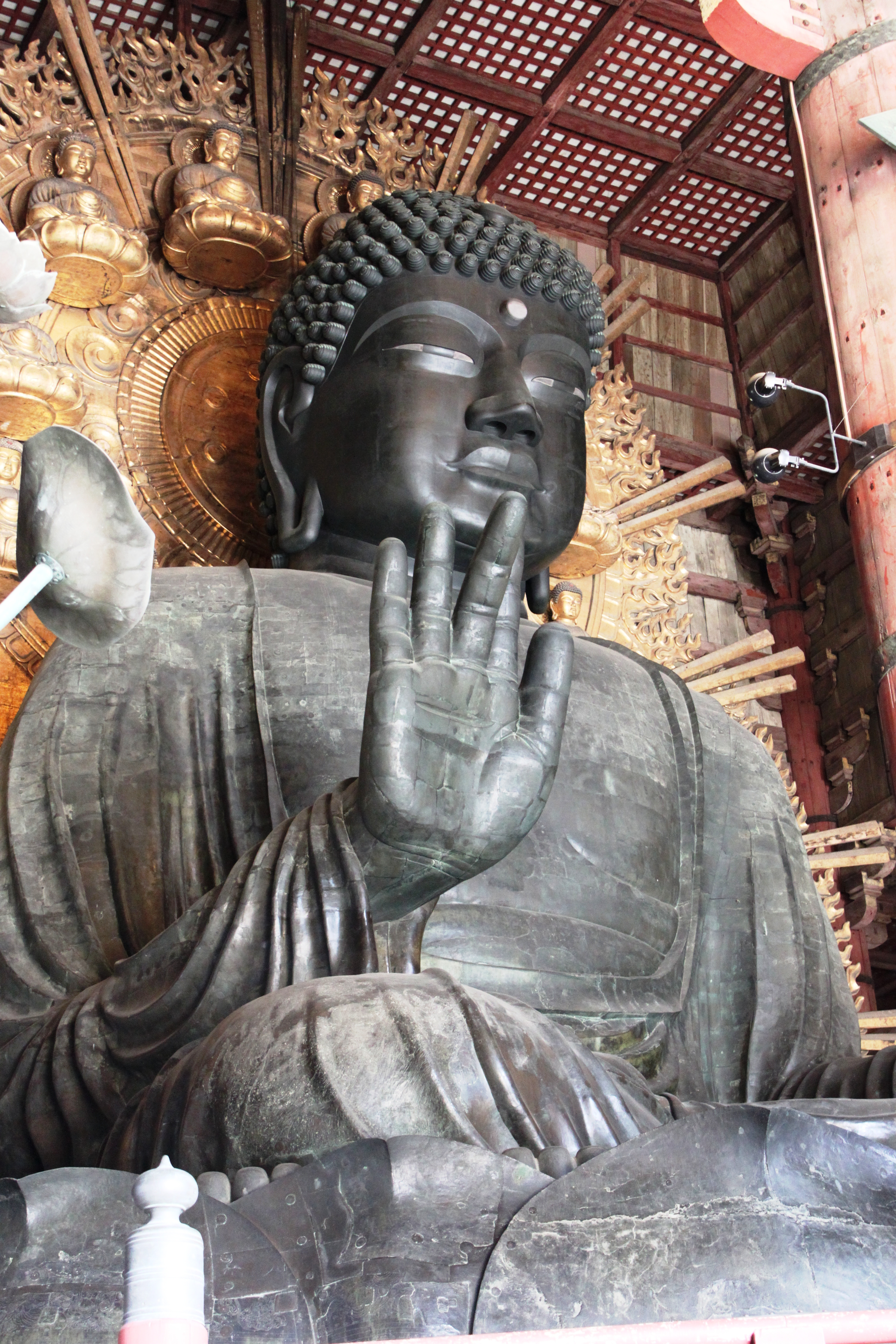
奈良大佛

鎌倉大佛

日本三大佛（日语：／ Nihon san daibutsu *）是指從日本各地的大佛像當中選出具有代表性的3尊大佛之謂。其中2尊分別為位於奈良縣奈良市東大寺的奈良大佛以及位於神奈川縣鎌倉市高徳院的鎌倉大佛，另1尊為何則隨著時代有所變遷，自第2次大戰後以來曾有富山縣高岡市大佛寺的高岡大佛、岐阜縣岐阜市正法寺的岐阜大佛等佛像被提名，但迄無定論，故有認為事實上是懸缺者。

## 演變
三大佛中，奈良及鎌倉2尊大佛始終列名其上，地位穩固，而第3尊大佛則有於江戶時代被提名的京都府京都市方廣寺的京之大佛，以及於2次大戰前被提名的兵庫縣神戸市能福寺的兵庫大佛。但於戰後因意見分歧，對何尊佛像可列為第3尊大佛則無定論。

### 江戸時代
- 奈良大佛：位於大和國添上郡（現奈良縣奈良市）的東大寺。
- 鎌倉大佛：位於相模国鎌倉郡（現神奈川縣鎌倉市）的高德院）
- 京之大佛：位於山城國紀伊郡（現京都府京都市）的方廣寺

奈良大佛及鎌倉大佛雖早從江戸時代以前即已存在，但當時尚未有三大佛的概念出現。依據史料，能夠確認三大佛的概念第1次普及於大眾文化當中的時間是從江戸時代初期豐臣秀吉所下令建造的京之大佛完工當時開始。
然而京之大佛卻於慶長元年七月十三（1596年9月5日）因慶長伏見地震而在開眼法式前遭震垮，後由秀吉之子豐臣秀頼繼承乃父之志而重建，但於施工中卻發生火災意外而燒毀，因此為江戸時代的京都人所長久喜愛的京之大佛其實是第3次重建的大佛。不過，第3次重建的大佛也於寬文2年五月初一（1662年6月16日）因近江山城地震而損毀，故大佛遭拆解，並將含銅的部分熔解重鑄成貨幣（寛永通寶）。第4次重建的大佛改為木造，但也不幸於寬政10年（1798年）因佛殿遭雷擊失火而均不幸燒毀。自此之後京之大佛即從人們的眼前消失，一直到天保年間再次重建為止，可是第5次重建的大佛規模很小，因此再也無法列名為三大佛之一，此大佛後於昭和48年（1973年）的火災當中也隨同佛殿一併燒毀。

### 戰前
- 奈良大佛（奈良縣奈良市、東大寺）
- 鎌倉大佛（神奈川縣鎌倉市、高徳院）
- 兵庫大佛（兵庫縣神戸市、能福寺）

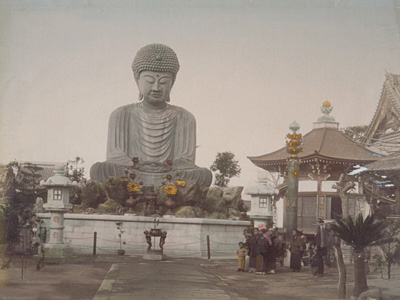
兵庫大佛

京之大佛燒毀後，被推選為第3尊大佛的是於明治24年（1891年）所建造的兵庫大佛。此大佛的規模雖不及早期的京之大佛，但已足以填補長期以來空缺的第3尊大佛的地位。然而，兵庫大佛於昭和19年（1944年）太平洋戰爭當中因國家發布金屬類回收令而遭拆解熔化以供他用。之後兵庫大佛雖好不容易於平成3年（1991年）重建，但因迄今時日尚短，故此重建的大佛能否列為三大佛之一即有爭論。

### 戰後迄今
- 奈良大佛（奈良縣奈良市、東大寺）
- 鎌倉大佛（神奈川縣鎌倉市、高德院）
- （懸缺）

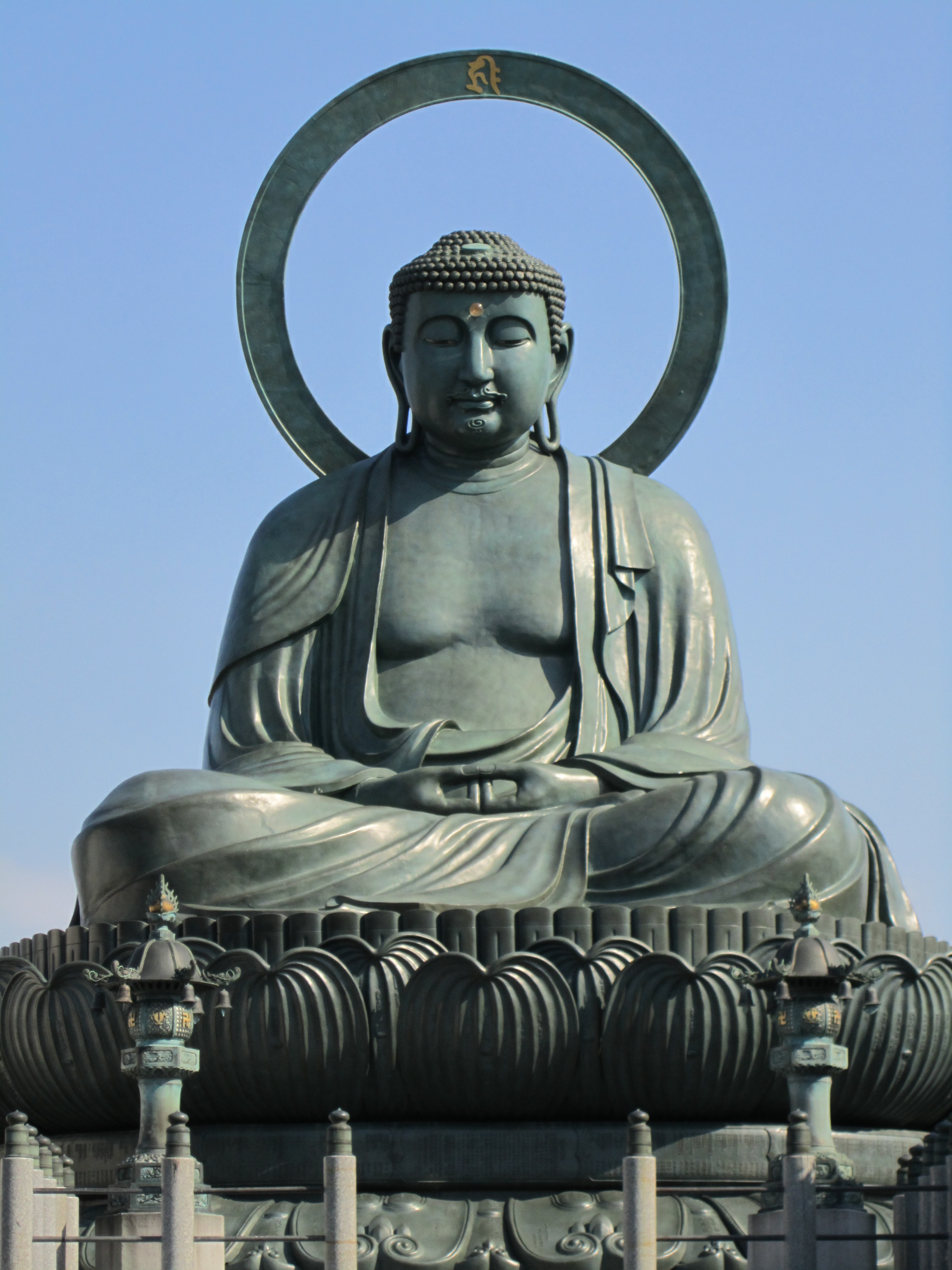
高岡大佛

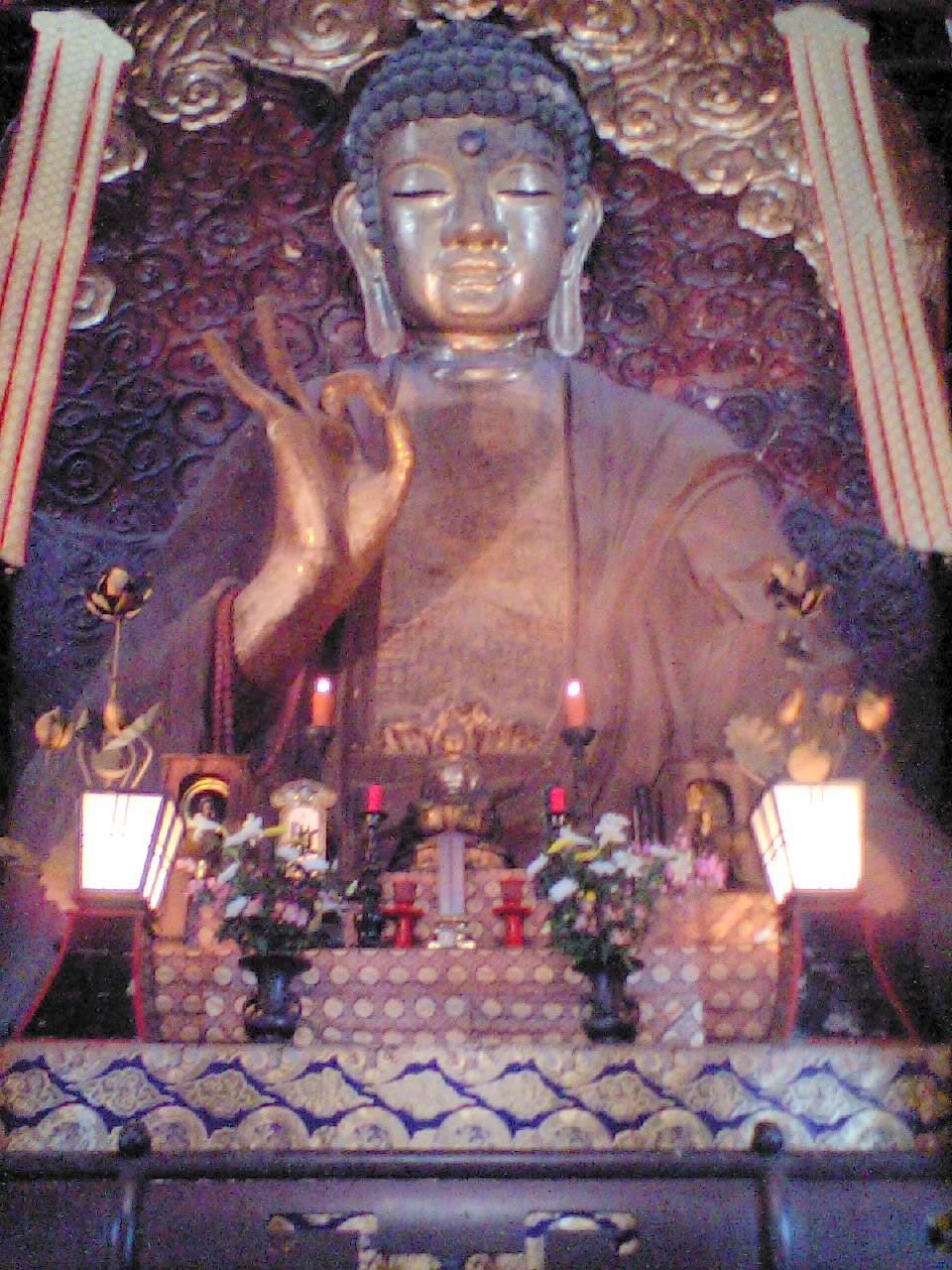
歧阜大佛

自兵庫大佛遭熔解的昭和時代中期開始，三大佛中的第3尊大佛就有富山縣高岡市大佛寺的高岡大佛、岐阜縣岐阜市正法寺的岐阜大佛等佛像被提名，現在尚無定論。

## 其他
岩波書店出版的「廣辭苑」中關於「三大佛」此一項目是同時記載以下2種解釋：
- 奈良東大寺、河内太平寺（知識寺）及近江關寺的大佛。
- 奈良東大寺、鎌倉高德院及京都方廣寺的大佛。